# Moravisch Kerkhof
Het Moravische Kerkhof, gelegen op 2205 Richmond Road in New Dorp, is de grootste begraafplaats op Staten Island in de Amerikaanse staat New York. Het kerkhof is 46 hectare groot en ligt aan de zuidoostelijke voet van de Todt Hill. In het zuidwesten van het kerkhof ligt High Rock Park, een onderdeel van de Staten Island Greenbelt. Het werd geopend in 1740 en is eigendom van de Evangelische Broedergemeente, die ook de Moravische Kerk genoemd wordt.

## Geschiedenis
In een wat destijds een boerengemeenschap was, werd de begraafplaats van 41 hectare gratis beschikbaar gemaakt om te vermijden dat families hun geliefden op de boerderij zouden begraven. Op het Moravische Kerkhof liggen verschillende bekende Staten Islanders geboren, onder wie leden van de familie Vanderbilt.
In de 19e eeuw gaf commodore Cornelius Vanderbilt 3,4 ha aan de Moravische Kerk. Later zou zijn zoon William Henry Vanderbilt nog 1,6 ha schenken en een verblijf voor de directeur van de begraafplaats laten bouwen. In 1885-1886 liet de familie Vanderbilt een mausoleum bouwen naar een ontwerp van Richard Morris Hunt. Dit mausoleum is een replica van de romaanse kathedraal van Arles. De tuinen rondom het gebouw werden ontworpen door Frederick Law Olmsted. In tegenstelling tot de rest van het kerkhof is de Vanderbilt-afdeling niet open voor het publiek.